# Байрру (футбольний клуб)
Ассосіасау Дешпортіва ду Байрру Кравейру Лопеш або просто Байрру (порт. Associação Desportiva do Bairro Craveiro Lopes) — професіональний кабовердійський футбольний клуб з міста Прая, на острові Сантьягу.

## Логотип
Їх логотип зеленого кольору, у верхній частині написано великими друкованими літерами «ADESBA» та повна назва клубу в нижній частині емблеми, на середині емблеми знаходиться м'яч, який розділений навпіл, верхня частина м'яча — футбольна (футбольний м'яч чорно-білого кольору) та нижня — баскетбольна (класичний баскетбольний м'яч). М'яч, розділений навпіл, символізує види спорту, якими займаються у клубі.

## Форма
Домашня форма клубу складається з жовтої футболки, чорних шортів та жовтих шкарпеток з трьома чорними смугами на кожній з них. Виїзна форма клубу має яскраво-зелений колір.

## Стадіон
«Ештадіу ду Варжеа» — багатофункціональний спортивний комплекс в місті Прая в Кабо-Верде. Зазвичай він використовується для проведення футбольних матчів. Стадіон вміщує 8 000 глядачів. Стадіон має ряди сидячих місць з лівого та правого боків від поля та невеликого пагорбу у західній частині стадіону.

## Історія
Клуб було засновано в 1975 році. Вперше вони вийшли до першого дивізіону в 1990 році і продовжував постійно виступати в першому дивізіоні з 1992 року. Байрру вперше вийшов до національного чемпіонату в 2008 році, коли Спортінг (Прая) роком раніше виграв національний чемпіонат, що дало можливість клубу як срібному призеру чемпіонату острова автоматично здобути право виступати в національному чемпіонаті. Байрру в тому чемпіонаті дійшов до півфіналу, де зустрівся зі Спортінгом, Байрру переміг в першому матчі з рахунком 3:2, але в другому матчі забити у ворота суперника не зміг, натомість пропустив та програв другий матч. Таким чином, клуб припинив виступи у національному чемпіонаті того сезону.

## Досягнення
- Кубок Праї: 1 перемога

1995

## Статистика виступів у чемпіонатах та кубках

### Національний чемпіонат
| Сезон    | Див.     | Міс.     | Іг. | В | Н | П | ЗМ | ПМ | РМ | О | Примітки        | Плей-оф |
| -------- | -------- | -------- | --- | - | - | - | -- | -- | -- | - | --------------- | ------- |
| 2008     | 1B       | 2        | 5   | 2 | 2 | 1 | 12 | 5  | +7 | 8 | Вихід у плей-оф | 3-тє    |
| Загалом: | Загалом: | Загалом: | 5   | 2 | 2 | 1 | 12 | 5  | +7 | 8 |                 |         |

### Острівний чемпіонат
| Сезон   | Див. | Міс. | Іг. | В | Н | П  | ЗМ | ПМ | РМ  | О  | Кубок | Суперкубок | Примітки                                |
| ------- | ---- | ---- | --- | - | - | -- | -- | -- | --- | -- | ----- | ---------- | --------------------------------------- |
| 2007-08 | 2    | 2    | -   | - | - | -  | -  | -  | -   | -  |       |            | Також вихід до національного Чемпіонату |
| 2013-14 | 2    | 7    | 18  | 4 | 4 | 10 | 13 | 23 | -10 | 16 |       |            |                                         |
| 2014-15 | 2    | 6    | 18  | 5 | 4 | 9  | 26 | 28 | -2  | 19 |       |            |                                         |

## Деякі статистичні дані
- Найкращий рейтинг: 3-тє (загалом, національний чемпіонат)
- Всього перемог: 3 (національний чемпіонат)
- Загальна кількість забитих м'ячів: 15 (національний чемпіонат)
- Загальна кількість набраних очок: 8 (національний чемпіонат)

## Відомі гравці
- Фуфуку
- Жаілтон Алвеш Міранда (Кука) (в 2010 році)
- Жозе Барруш Сілва (Зе Пігуїта)
- Тчешку